# Новопетровка (Широковский район)
Новопетровка (укр. Новопетрівка) — бывшее село, Новолатовский сельский совет, Широковский район, Днепропетровская область, Украина.
Бывший код КОАТУУ — 1225885505. Население по данным 1985 года составляло 400 человек.
Село ликвидировано в 1997 году.

## Географическое положение
Село Новопетровка находилось на левом берегу реки Ингулец, ниже по течению на расстоянии в 1 км расположено село Новосёловка, на противоположном берегу — Кривой Рог (бывший пгт Рахмановка).

## История
- 1997 — село ликвидировано[1].
- На территории селя находился колхоз «Нове життя» («Новая жизнь»).
- Жителей села начали расселять ещё в 1980-х годах. Село было полностью сненено и засыпано отработанной рудой к 1990 году. К селу примыкал отвал пустой породы ОАО «ЮГОК».